# Abschiedsvorstellung
Abschiedsvorstellung ist ein deutscher Fernsehfilm von Peter Weck aus dem Jahr 1986.

## Handlung
Im Künstler-Seniorenheim Ewige Rampe, das einst von Erna Schulze-Beiersdorf gestiftet wurde, leben eine Reihe von ehemals erfolgreichen Schauspielern und Sängern. Sie bereiten den runden Geburtstag von Schauspielerin Beatrice Roemer am nächsten Tag vor. Nur die Mitbewohnerin Eva Berger ist nicht eingeladen. Sie stellt Beatrice vor dem Mittagessen deswegen zur Rede und Beatrice zeigt ihr deutlich, wie sehr sie sie verachtet. Eva Berger ist in ihren Augen höchstens eine kleine Statistin, und aufgrund ihrer langjährigen Tätigkeit als Klatschkolumnistin Beatrice sowieso ein Dorn im Auge. Eva droht, Dinge aus Beatrices Vergangenheit öffentlich zu machen. Wenig später ist Eva tot und wurde, wie der erstbehandelnde Arzt Dr. Schroeder feststellt, mit Blausäure vergiftet, da sie nach Mandeln roch.
Oberkommissar Richter und Assistent Löffler von der Mordkommission übernehmen den Fall. Eva starb beim Mittagessen, an dem außer ihr nur Beatrice teilnahm. Beide hatten zwischendurch das Zimmer verlassen, um zu telefonieren. Als Beatrice von ihrem Telefonat zurück ins Zimmer kam, war Eva bereits verstorben. Beatrice wurde ohnmächtig und ist seither nicht ansprechbar. Zum Mittagessen gab es Mandelpudding, doch riecht eine der beiden Puddingschalen deutlicher nach Mandel als die andere. Richter lässt sie untersuchen. Heimleiterin Renate Werner hatte von Eva zehn Tage vor ihrem Tod einen Umschlag erhalten, in dem Richter unter anderem ein Notizbuch findet. Aus ihm geht hervor, dass Eva von einigen Heimbewohnern regelmäßig Geld erhielt. Richter geht davon aus, dass diese Personen von Eva erpresst wurden. Nachdem er den anwesenden Heimbewohnern vom Tod Evas berichtet hat, beginnt er mit den Einzelbefragungen.
Der ehemalige Tänzer Frank van Doorn gibt zu, Eva bezahlt zu haben. Er hatte einst Lebensmittel gestohlen und war deswegen zu einer kurzen Haftstrafe verurteilt worden. Da Personen, die gestohlen haben, laut Statuten nicht im Heim aufgenommen werden dürfen, bezahlte Frank Eva für ihr Schweigen. Die ehemalige Soubrette Rosi Hargitay bezahlte Eva, da sie sich heimlich um einige Jahre jünger gemacht hatte und sonst ihr Comeback als Dolly in Hello Dolly gefährdet gewesen wäre. Peter Paulsen behauptete stets, Kammersänger zu sein und in Bayreuth gesungen zu haben. Beides stimmte nicht, was Eva wusste, sodass sie ebenfalls für ihr Schweigen Geld erhielt. Sängerin Elisabeth Wisotzki wurde von Eva nicht erpresst und zeigt im Gespräch eher Mitleid für die Frau. Eva war einst begeistert von Elisabeths Berichten über die Weltreisen gewesen, die sie mit ihrer Zwillingsschwester, Pianistin Gertrud, unternommen hatte. Als Gertrud Selbstmord beging, verlor Elisabeth ihre Stimme und konnte seither nie wieder auftreten. Eva jedoch wollte wie die Schwestern in Kürze eine Weltreise unternehmen und sparte eifrig dafür. In ihrem Zimmer fanden sich daher auch verschiedene Prospekte über Reiseziele in der ganzen Welt.
Der ehemalige Schauspieler Benno Behrmann behält sein Geheimnis für sich und gibt vor, aus Dankbarkeit freiwillig das Geld gegeben zu haben. Er verstand sich nicht mit Stifterin Erna Schulze-Beiersdorf, die auf Evas Anregung hin das Heim gründete. Nach Ernas Tod war es Eva, die sich für die Aufnahme von Benno einsetzte. Der hat regelmäßig starken Husten, den er mit Hustensaft bekämpft. Richter erkennt schnell, dass Benno in Wirklichkeit Alkoholiker ist – ein Grund, weswegen man aus dem Heim ausgewiesen wird – und in den Hustensaftflaschen reiner Cognac ist.
Richter führt einige Telefonate, während Löffler die Autobiografie Abschiedsvorstellung von Beatrice Roemer liest. Eva hatte sie wegen Vorkommnissen erpressen wollen, die Anfang der 1950er-Jahre stattgefunden haben. Auch in ihrer Biografie hat sie diese Zeit ausgelassen. Während Löffler im Lesezimmer in das Buch vertieft ist, erscheinen Elisabeth und Peter. Peter vergewissert sich, dass die Polizei nicht hinter das Geheimnis von Elisabeth gekommen ist: Sie ist in Wirklichkeit die Pianistin Gertrud Wisotzki, die nach dem Selbstmord ihrer Schwester Elisabeth auf deren Wunsch hin ihre Identität angenommen hat. Elisabeths Einkünfte waren deutlich besser als Gertruds. Peter weiß von Gertruds Geheimnis, weil er sie Klavier hat spielen hören. Gertrud wiederum kennt Peters Geheimnis, doch sind beide ineinander verliebt und verraten niemandem ihr Wissen. Auch Löffler behält es für sich. Mit Richter verhört er Beatrice, die zugibt, indirekt für Evas Tod verantwortlich zu sein. Nach Evas Drohung, ihr Geheimnis an die Presse zu geben, wollte Beatrice sich vor Evas Augen das Leben nehmen. Sie vergiftete ihren eigenen Pudding mit Blausäure, die sie vor Jahren von ihrem Neffen erhalten hatte. Es verließ sie jedoch der Mut. Sie ging sich sammeln, rief dann ihren Neffen an, um sich von ihm zu verabschieden, und kehrte danach ins Zimmer zurück. Eva hatte kurz vor ihr telefoniert und war blass zurückgekehrt. Nach Beatrices Rückkehr wiederum war sie tot, weil sie wie regelmäßig den Nachtisch von Beatrice gestohlen hat. Richter meint, dass Beatrice zumindest wegen fahrlässiger Tötung angeklagt werden könne, und Beatrice versucht nun, sich mit dem Rest der Giftampulle das Leben zu nehmen. Das Gift jedoch wirkt nicht, da ihr Neffe die Ampulle von Beginn an mit einer harmlosen Flüssigkeit gefüllt hatte. Auch weiß Richter längst, dass Eva an einem Herzinfarkt gestorben ist. Auch dessen Ursache kennt er: Eva hatte eine Weltreise antreten wollen und zu dem Zweck vor wenigen Tagen ihr gesamtes Vermögen abgehoben. Ihr Reiseveranstalter Weite-Welt-Reisen entpuppte sich jedoch als betrügerisch und der Geschäftsführer war mit ihrem Geld verschwunden. Im Telefonat, das Eva kurz vor ihrem Tod führte, erfuhr sie genau das. Die darauf folgende Aufregung führte zum Infarkt.
Beatrices Neffe erscheint und berichtet dem Kommissar von den ominösen Wochen in den 1950ern. Beatrice hatte eine Hauptrolle in einem Theaterstück übernehmen sollen, doch ging die Rolle am Ende an eine andere Darstellerin. Nach zwei gescheiterten Selbstmordversuchen fand sich Beatrice in der Psychiatrie wieder, obwohl sie beide Versuche nur vorgetäuscht hatte. Aus der Anstalt jedoch kam sie so schnell nicht wieder heraus und diese Schande wollte sie für sich behalten. Der Fall, der keiner war, ist nun gelöst. Am Ende hat nur Löffler ein Problem: Er hat mit Heimleiterin Renate geflirtet und sie ins Theater eingeladen, hat für die Vorstellung jedoch keine Karten.

## Produktion
Abschiedsvorstellung wurde in den Studios der Berliner Union Film gedreht. Die Kostüme schuf Beatrice Kothe. Der Film erlebte am 17. März 1986 im ZDF seine Fernsehpremiere.
Regisseur Peter Weck erinnerte sich gerne an die Dreharbeiten: „Stoff und Umstände waren einfach herrlich. […] All diese einmaligen Könner und Komödianten wollten nicht nur ihrem […] ‚Affen Zucker geben‘, sondern offenbarten auch mit großer Hingabe und Selbstironie die menschliche Seite und Eitelkeiten von Schauspielerin“, so Weck rückblickend in seinen Erinnerungen.